# セントヘレナの旗
セントヘレナの旗（セントヘレナのはた、Flag of Saint Helna）は南大西洋に浮かぶイギリスの海外領土、セントヘレナの旗として1984年10月4日に制定されたものである。
イギリス政府の旗ブルー・エンサインを基にしたもので、左上にはユニオンジャックがあり、右の青地の中央にはセントヘレナの紋章が描かれている。紋章の上3分の1の黄色い地には島の代表的な鳥の一種セントヘレナチドリ（St. Helena Plover / wirebird）が描かれ、下3分の2には岩の多いセントヘレナ島の海岸線と三本マストの帆船が描かれている。
セントヘレナとその属領は2009年に「セントヘレナ・アセンションおよびトリスタンダクーニャ」へ改組され、かつてセントヘレナの属領とされていた島々ではこの旗は使われていない。トリスタンダクーニャは独自の旗を2002年10月に制定している。また、アセンション島は2013年までイギリス本土と同じユニオンジャックを使用していたが、2013年5月に独自の旗が制定された。

1874年から1984年までの旗
セントヘレナの総督旗
縦横比2:3の別タイプ